# Wimbledon 1927
De 47e editie van het Britse grandslamtoernooi, Wimbledon 1927, werd gehouden van maandag 20 juni tot en met dinsdag 5 juli 1927. Voor de vrouwen was het de 40e editie van het graskampioenschap. Het toernooi werd gespeeld bij de All England Lawn Tennis and Croquet Club in de wijk Wimbledon van de Britse hoofdstad Londen.
De Fransman Henri Cochet won in de finale van zijn landgenoot en titelverdediger Jean Borotra.
De Amerikaanse Helen Wills won het toernooi voor de eerste maal; het was haar vierde grandslamtitel na drie overwinningen op het US tenniskampioenschap.
Vanaf 1924 kon een nationale tennisbond vier spelers aanwijzen die in verschillende kwarten van het speelschema geplaatst werden. Dit was de eerste editie waarbij gebruik werd gemaakt van een plaatsingslijst op basis van prestaties.
Op de enige zondag tijdens het toernooi (Middle Sunday) werd traditioneel niet gespeeld. Het toernooi werd uitgespeeld op een dinsdag.

## Belangrijkste uitslagen
Mannenenkelspel

Finale: Henri Cochet (Frankrijk) won van Jean Borotra (Frankrijk) met 4-6, 4-6, 6-3, 6-4, 7-5 
Vrouwenenkelspel

Finale: Helen Wills (Verenigde Staten) won van Lilí de Álvarez (Spanje) met 6-2, 6-4 
Mannendubbelspel

Finale: Francis Hunter (Verenigde Staten) en Bill Tilden (Verenigde Staten) wonnen van Howard Kinsey (Frankrijk) en Henri Cochet (Frankrijk) met 1-6, 4-6, 8-6, 6-3, 6-4 
Vrouwendubbelspel

Finale: Elizabeth Ryan (Verenigde Staten) en Helen Wills (Verenigde Staten) wonnen van Bobbie Heine (Zuid Afrika) en Irene Bowder-Peacock (Zuid Afrika) met 6-3, 6-2 
Gemengd dubbelspel

Finale: Elizabeth Ryan (Verenigde Staten) en Francis Hunter (Verenigde Staten) wonnen van Kitty McKane (Verenigd Koninkrijk) en Leslie Godfree (Verenigd Koninkrijk) met 8-6, 6-0  
Een juniorentoernooi werd voor het eerst in 1947 gespeeld.